# Kauit
| k · A | w | i | t · B1 |

| k · A | w | i | t · B1 |

Kauit o Kawit fue una reina consorte del Antiguo Egipto, una esposa secundaria del faraón Mentuhotep II de la XI Dinastía. Su tumba (DBXI.9) y la pequeña capilla decorada fue encontrada en el templo del complejo funerario de su marido en Deir el-Bahari, detrás del edificio principal, junto con las tumbas de otras cinco damas, Ashayet, Henhenet, Kemsit, Sadeh y Mayet. Ella y otras tres de las mujeres portaban entre sus títulos, el de Sacerdotisa de Hathor, así que es posible que fueran enterradas allí como parte del culto de la diosa, pero es también posible que fueran hijas de nobles que el rey quisiera mantener vigilados.
Su sarcófago de piedra con relieves se encuentra en el Museo Egipcio en El Cairo (JE 47397). La reina aparece en una famosa escena sentada en una silla, una sirvienta le arregla el cabello, mientras un sirviente le sirve una bebida. En su sarcófago sus únicos títulos son sacerdotisa y ornamento real (un título para damas nobles de la corte), su título de reina aparece solo en su capilla. También en su tumba se hallaron seis figurillas de cera representando a Kauit, en sus correspondientes pequeños ataúdes de madera, que podrían ser versiones tempranas de ushabtis.
La reina aparece también en los relieves del templo de su marido Mentuhotep II. Estas representaciones están hoy fuertemente destruidas, pero parece que está en una escena que muestra una fila de mujeres reales. En los fragmentos conservados es mostrada delante de la reina Kemsit. Su título en la representación es Esposa Amada del Rey.
Sus títulos eran: La Esposa Amada del Rey (ḥmt-nỉswt mrỉỉ.t=f ), Ornamento del Rey (ẖkr.t-nỉswt), El Ornamento Único del rey (ẖkr.t-nỉswt wˁtỉ.t), Sacerdotisa de Hathor (ḥm.t-nṯr ḥwt-ḥrw).